# Rosno, Veliko Tărnovo
Rosno (în bulgară Росно) este un sat în comuna Zlatarița, regiunea Veliko Tărnovo,  Bulgaria. 

## Demografie
Componența etnică a satului Rosno
     Turci (29,78%)
     Bulgari (65,95%)
     Nicio identificare (0%)
     Altele (4,25%)
La recensământul din 2011, populația satului Rosno era de 94 locuitori. Din punct de vedere etnic, majoritatea locuitorilor (65,95%) erau bulgari, cu o minoritate de turci (29,78%). Pentru 0% din locuitori nu este cunoscută apartenența etnică.